# Glion

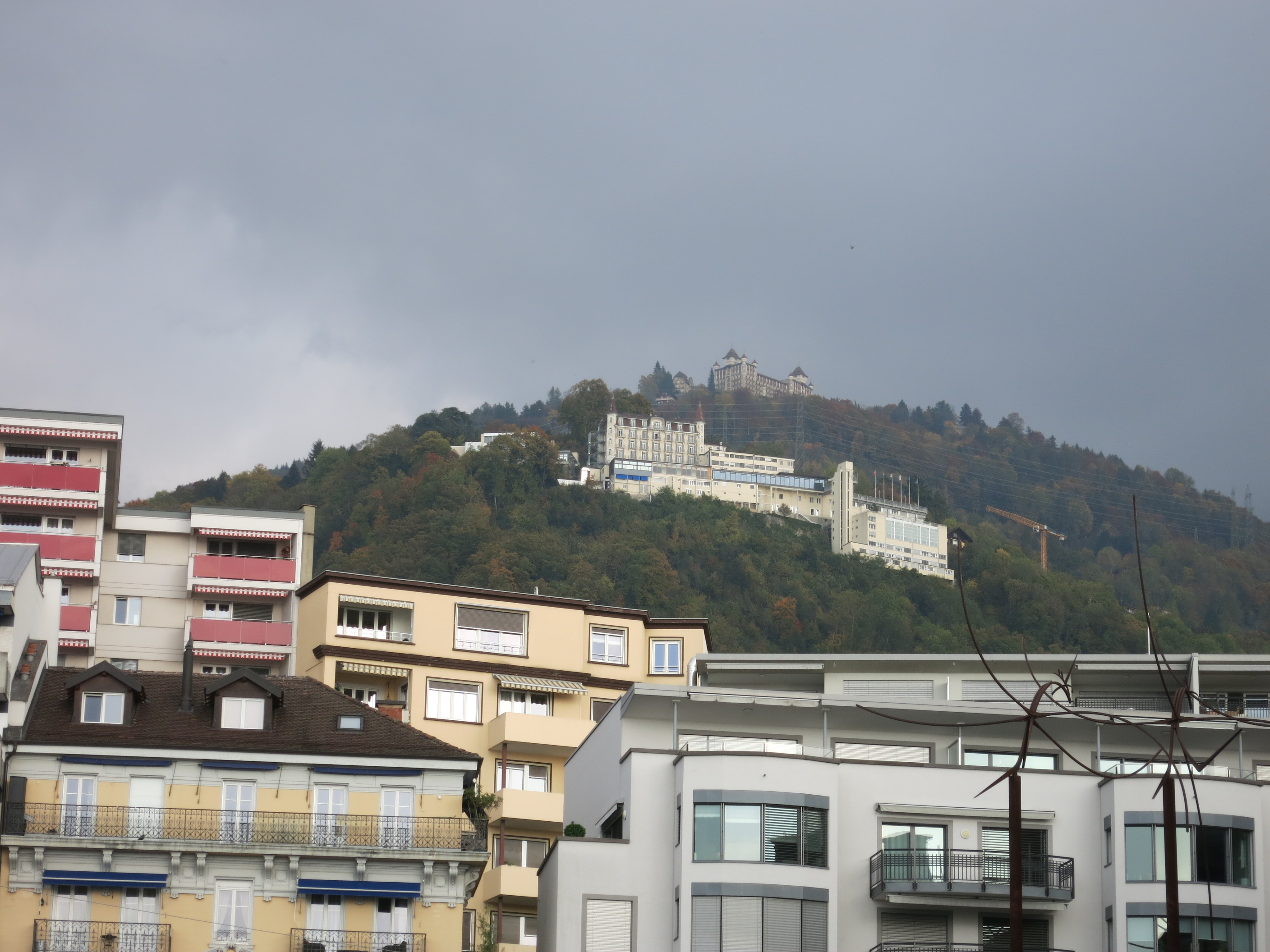
Montreux, Glion, Caux

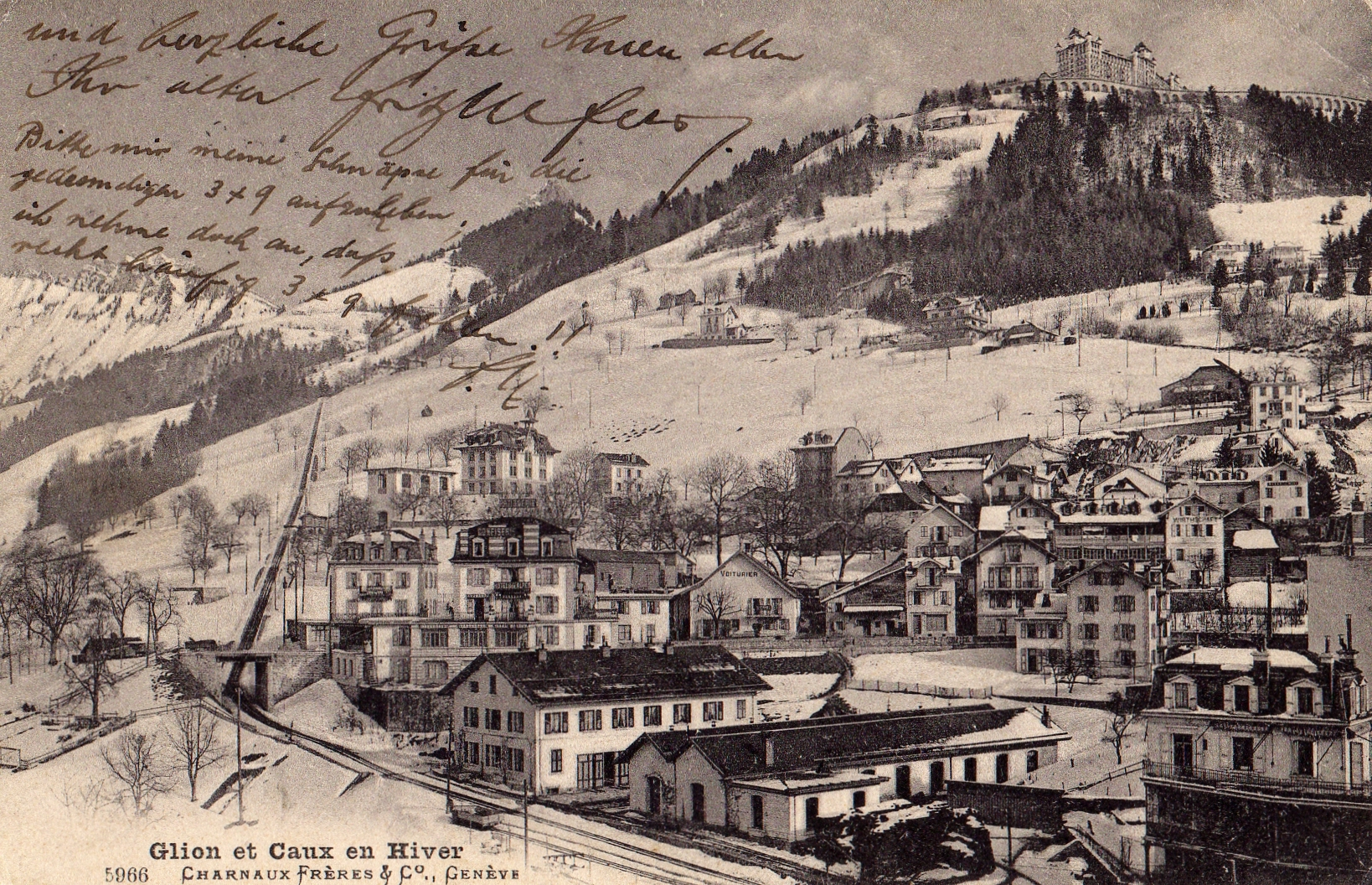
Ansicht von Glion, Postkarte (um 1922)

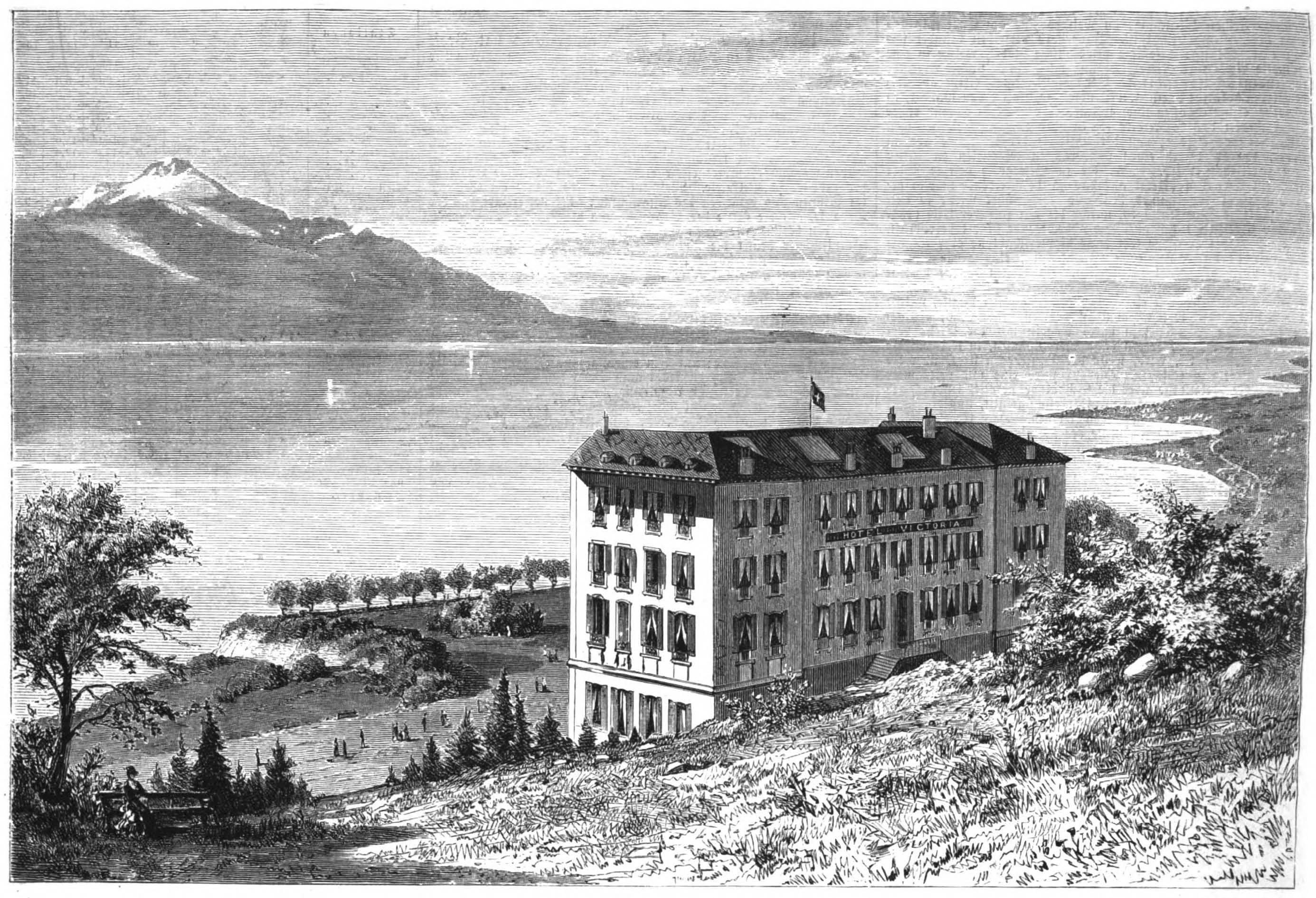
Hotel Victoria in Glion 1878

Glion ist ein Dorf, das zur politischen Gemeinde Montreux im Kanton Waadt (Schweiz) gehört.

## Geographie und Verkehr

Luftbild (1948)

Glion liegt auf 700 m ü. M. auf einer Terrasse, 300 m oberhalb von Montreux und dem Genfersee. Der Ort wird von Territet mit einer am 19. August 1883 eingeweihten Standseilbahn Territet–Glion bedient. In viertelstündlichen Abständen können mit der Standseilbahn das ganze Jahr über innerhalb von vier Minuten vom Ufer des Sees aus etwa 30 Personen nach Glion transportiert werden. Die Bahn benötigt kein Fahrpersonal.
Eine 1892 fertiggestellte Zahnradbahn führt hinauf nach Caux und zu den Rochers de Naye. 1909 wurde die Strecke zum Bahnhof Montreux verlängert: Zahnradbahn Montreux–Glion–Rochers-de-Naye.
Unter dem Dorf verläuft die Autobahn A9 im 1350 m langen Glion-Tunnel.

## Geschichte
Das Dorf wurde als Zehntgebiet schon 1693 erwähnt. Früher gehörte Glion zur Gemeinde Les Planches, die 1953 in Montreux eingemeindet wurde. In der zweiten Hälfte des 19. Jahrhunderts entwickelte das Dorf sich, ähnlich wie das 350 m höhergelegene Caux, zum Luftkurort mit mehreren Hotels und Sanatorien. Seine Blütezeit hatte es in der ersten Hälfte des 20. Jahrhunderts. Danach wurden die grössten Hotels in Hotelfachschule, Konvaleszenzklinik und Privatschule umgebaut. Im Sanatorium Valmont lebte bis 1951 Carl Gustav Emil Mannerheim, Marschall von Finnland. Glion dient heute auch als Tagungsort.
Der Roman Stiller von Max Frisch spielt teilweise in Glion. Frisch hat ihn 1954 in Glion vollendet.
Frühere Schreibweise des Ortsnamens: Glyon.

## Einrichtungen
- Das private Glion Institute of Higher Education (Institut für Höhere Bildung Glion) hat hier einen seiner drei Campus.[5]

## Persönlichkeiten
- Giovanni Giacometti (1868–1933), Maler
- Robert Alt (1927–2017), Bobfahrer, Olympiasieger im Viererbob